# Antheropeas
Genre
Antheropeas est un genre de plante à fleurs de la famille des composées (Asteraceae). Certains auteurs l'incluent dans le genre Eriophyllum.

## Liste d'espèces
Selon ITIS :
- Antheropeas lanosum (Gray) Rydb.
- Antheropeas wallacei (Gray) Rydb.